# Amata magnimaculata
Amata magnimaculata là một loài bướm đêm thuộc phân họ Arctiinae, họ Erebidae.